# Teruelius flavopiceus
Espèce
Synonymes
- Grosphus flavopiceus Kraepelin, 1900

Teruelius flavopiceus est une espèce de scorpions de la famille des Buthidae.

## Distribution
Cette espèce est endémique du Nord de Madagascar,.

## Description
Grosphus flavopiceus mesure de 85 à 90 mm.

## Systématique et taxinomie
Cette espèce a été décrite sous le protonyme Grosphus flavopiceus par Kraepelin en 1900. Elle est placée dans le genre Teruelius par Lowe et Kovařík en 2019, dans le genre Grosphus par Lourenço, Rossi, Wilmé, Raherilalao, Soarimalala et Waeber en 2020 puis dans le genre Teruelius par Lowe et Kovařík en 2022.

## Publication originale
- Kraepelin, 1900 : « Über einige neue Gliederspinnen. » Abhandlungen aus dem Gebiete der Naturwissenschaften Herausgegeben vom naturwissenschaftlichen Verein in Hamburg, vol. 16, no 4, p. 1-17.